# Златко Илинчић
Златко Илинчић (Зрењанин, 10. мај 1968) је српски шаховски велемајстор.

## Каријера
Златко Илинчић је постао међународни мајстор шаха 1987. а велемајстор 1994. године.
Илинчић је 2000. освојио Првенство СР Југославије у шаху. Био је победник Првог суботњег велемајсторског шаховског турнира у Будимпешти: у јулу 2012. и у јуну 2018. На истом турниру је освојио 2. место 2019.
Илинчић је играо за Југославију на пет шаховских олимпијада:
- 31. шаховска олимпијада у Москви (1994)
  - На другом резервној табли имао је учинак од два пораза.
- 32. шаховска олимпијада у Јеревану (1996)
  - На четвртој табли имао је учинак од седам победа, два ремија и два пораза.
- 33. шаховска олимпијада у Елисти (1998)
  - На трећој табли имао је учинак од четири победе, три ремија и три пораза.
- 34. шаховска олимпијада у Истанбулу (2000)
  - На другој табли имао је учинак од три победе, једног ремија и пет пораза.
- 35. шаховска олимпијада на Бледу (2002)
  - На првој резервној табли имао је учинак од четири победе, једног ремија и једног пораза.

Илинчић је два пута играо за Југославију на Европском екипном првенству у шаху:
- 12. Европско екипно првенство у шаху у Батумију (1999)
  - На другој табли имао је учинак од две победе, три ремија и три пораза.
- 13. Европско екипно првенство у шаху у Леону (2001)
  - На другој табли имао је учинак од три победе, три ремија и два пораза.

Илинчић је играо за Југославију на 25. Шаховској Балканијади у Варни (1994), где је на трећој табли имао три победе и по један реми и пораз. Освојио је екипно сребрну а појединачно златну медаљу.